# Paris université club (volley-ball)
Pour un article plus général, voir Paris université club.
Le Paris Université club est un club de volley-ball français évoluant à Paris, section du club omnisports du PUC. La section est actuellement liée au club professionnel du Paris Volley (bien que leur palmarès respectif soit distinct) et est considéré comme son centre de formation.

## Palmarès

### Masculin
- Championnat de France masculin de volley-ball (9)
  - Vainqueur : 1940, 1943, 1962, 1963, 1967, 1968, 1996, 1997, 1998
  - Deuxième : 1939[1], 1961, 1995

- Coupe de France masculine de volley-ball (1)
  - Vainqueur : 1997
  - Finaliste : 1993, 1994

### Féminin
- Championnat de France féminin de volley-ball (5)
  - Vainqueur : 1945, 1967, 1968, 1969, 1978